# 1
El año 1 (I) o 1 d. C. fue un año común comenzado en sábado o domingo (las fuentes difieren; el enlace mostrará todo el calendario) del calendario juliano, un año común comenzado en sábado del calendario juliano proléptico, y el primer año Anno Dómini o de la era común. Es el primer año del primer milenio y del siglo I. Fue precedido por el año 1 a. C. y sucedido por el año 2 d. C. en el ampliamente usado calendario gregoriano o en su predecesor, el calendario juliano, ninguno de los cuales tuvo un año cero. La numeración de los años tiene como inicio el número 1 ya que se trata de números cardinales que tienen valor de ordinales.
En el Imperio romano, era conocido como el Año del consulado de César y Paulo (o menos frecuentemente año 754 Ab Urbe condita). La denominación 1 d. C. para este año ha sido usada desde principios del período medieval, cuando la era A. D. se convirtió en el método prevalente en Europa para nombrar a los años.

## Acontecimientos

### África
- Fundación del Reino de Aksum en Etiopía.
- Amanishajeto, reina de Kush, muere en Nubia. Su hijo Natakamani asciende al trono.El mundo en el año 1.

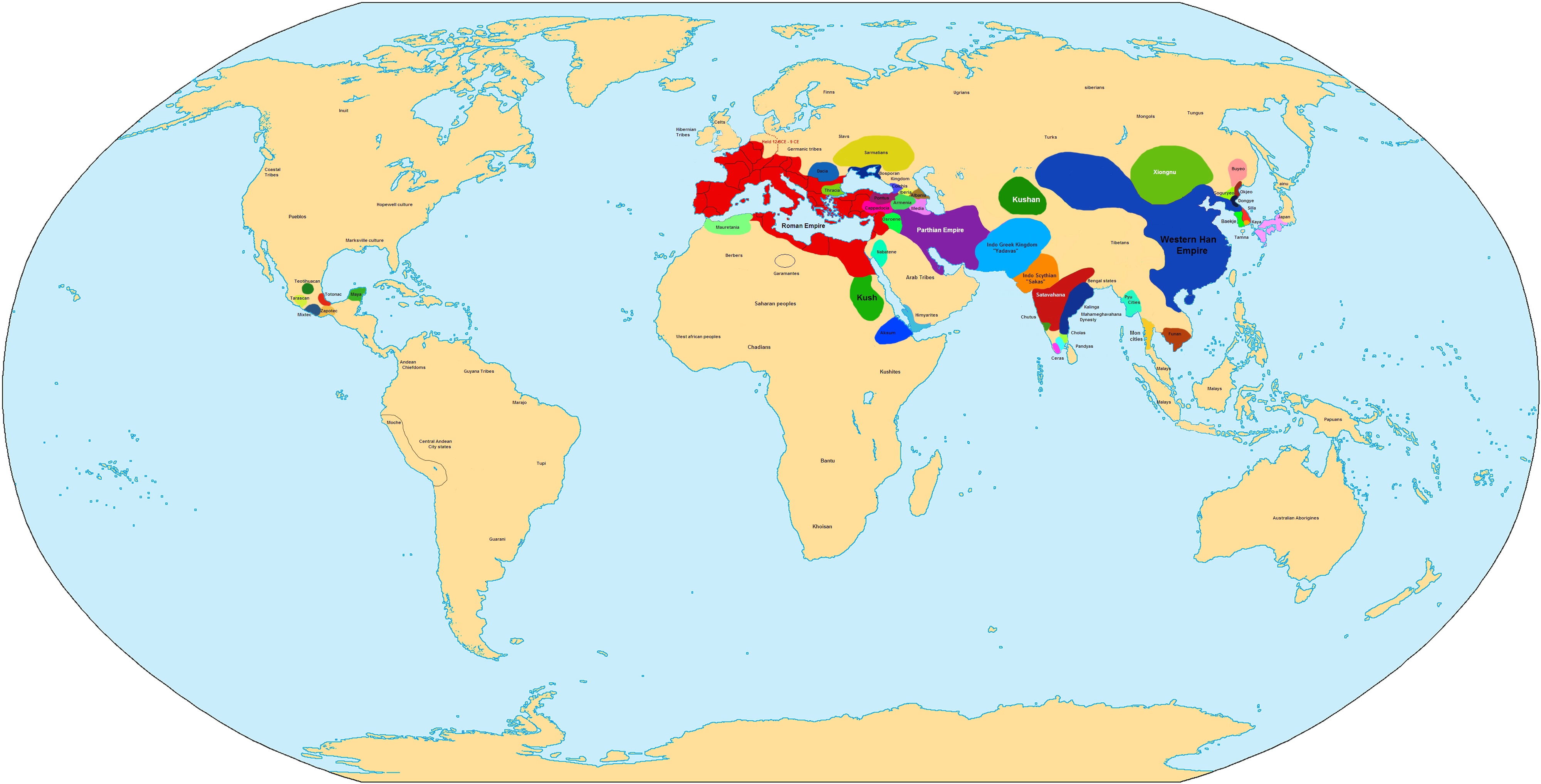
El mundo en el año 1.

### América
- Al sur de los Apalaches se establecen los cheroquis.
- Al suroeste de Norteamérica comienza el florecimiento de la cultura anasazi.
- En el noreste de la actual Bolivia, Mojos deja de ser un área religiosa importante.

### Asia

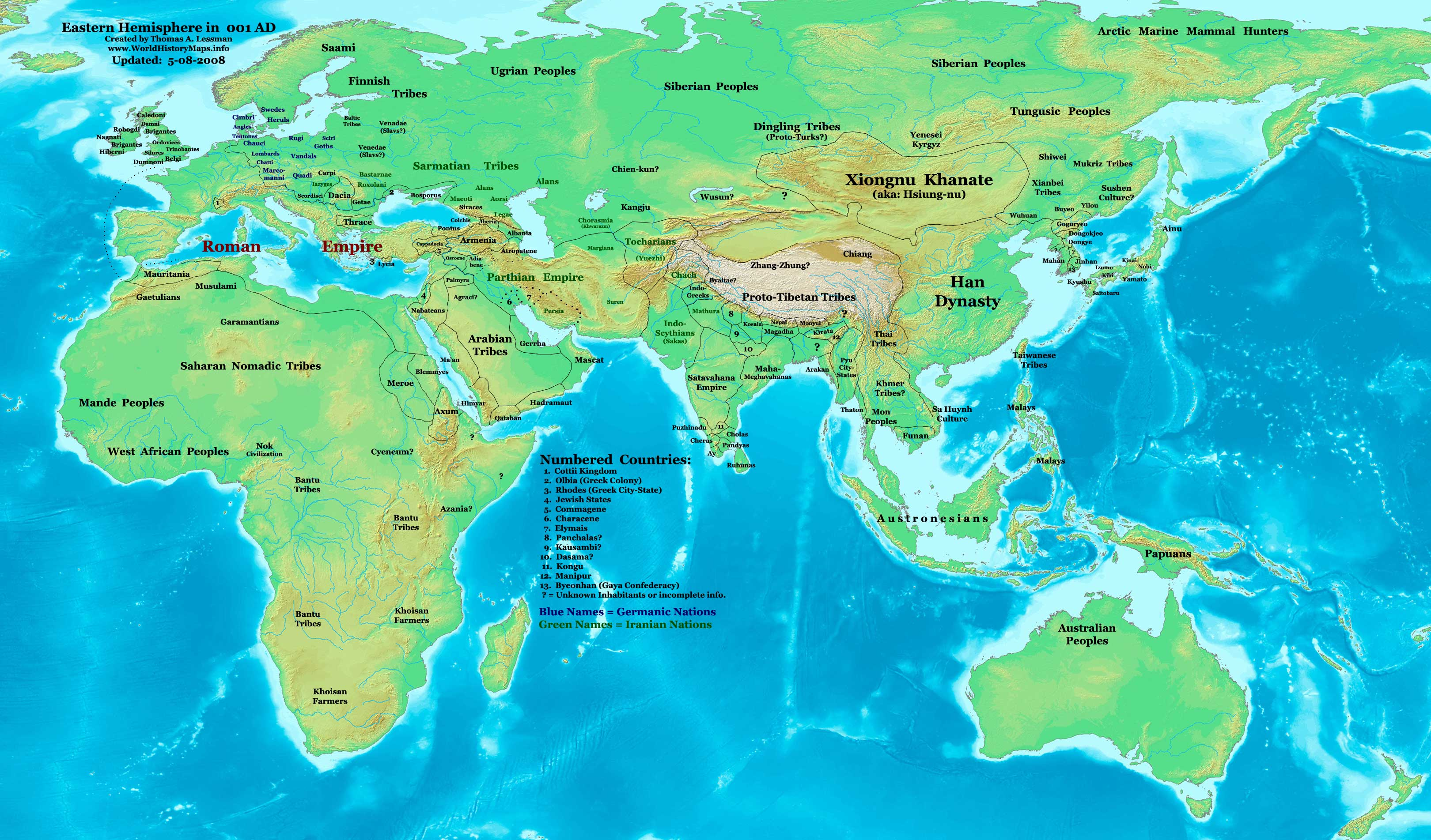
El hemisferio este en el año 1.

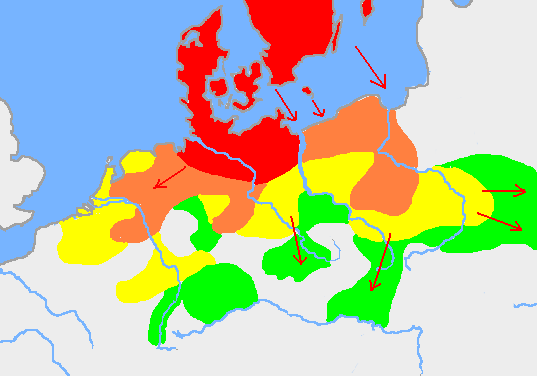
Tribus germanas en Europa en torno al año 1.

- Confucio recibe su primer nombre real a título póstumo: Señor Baochengxun Ni.
- En China comienza la introducción del budismo.
- En la dinastía Han (China) comienza la era Yuanshi.
- En China comienza el reino del emperador Ping de la dinastía Han.

- En China los funerales se vuelven más elaborados en lo que respecta a los ornamentos funerarios, que ahora incluyen ropa, joyería y estatuas de soldados y sirvientes.
- En Bactriana muere el príncipe Yuezhi, rey del Imperio kushán. Hereo lo sucede como rey.

### Imperio romano
- El emperador Augusto divide el Imperio romano en 14 regiones, cada una de las cuales subordina a un curador, crea un ejército permanente, reduce el número de legiones de 50 a 25. Junto con los pueblos auxiliares, el Imperio romano tiene alrededor de 300.000 soldados.
- El emperador Augusto amplía la Guardia Pretoriana (9 cohortes entre 2 prefectos)
- Lucius Domitius Ahenobarbus  se asienta en partes del Hermunduren germánico en el área de asentamiento abandonada de Marcomannia en el área principal. Como único comandante militar romano, penetra a través del Elba. Crea un camino de tablones en la marisma entre el Rin y Ems ("pontes longi" – puentes largos).
- Tiberio ―bajo las órdenes de Augusto― sofoca las revueltas en Germania (entre el año 1 y el 5 d. C.).
- Augusto nombra a Ariobarzanes II rey de Armenia.
- Cayo César y Lucio Emilio Paulo son designados cónsules.
- En Aqua Alsietina se construye el acueducto.
- Cayo César contrae matrimonio con Livila, hija de Antonia la Menor y Druso el Mayor, en un esfuerzo para ganar prestigio.
- Quirino pasa a ser el principal consejero de Cayo César en Armenia.
- Muere Cneo Domicio Enobarbo (padre de Lucio Domicio Enobarbo), quien se desenvolvió en su cargo hasta el 16 a. C. destacando su participación en las campañas de Armenia.
- En Europa Occidental se extinguen los leones.
- En la región del Mediterráneo («en el mundo entero») se registra un «gran terremoto».[1]

## Arte y literatura
- Ovidio escribe Las metamorfosis.
- El historiador romano Pompeyo Trogo escribe su "Historia filípica" o "Historia de Filipo". Dedicada principalmente al Imperio macedonio. Más tarde será extraviada pero perdurará en el trabajo del historiador Marco Juniano Justino en el siglo II.
- Tito Livio escribe su monumental Ab urbe condita (Historia de Roma).

## Sociedad
- La Tierra alcanza los 200 millones de habitantes aproximadamente.
- En las carreras del circo romano se establecen dos nuevas facciones: la Veneta (azul) y la Prasina (verde), que rivalizan con las existentes Albata (blanca) y Russata (roja). Estos equipos reflejan las divisiones políticas de la época.
- En Asia (provincia romana), en la parte oriental del Imperio romano, se deifica a Augusto,  [2] aunque es probable que ya se lo hubiese deificado años antes (circa. 2 a. C.) siguiendo el ejemplo anterior de Halicarnaso, del 9 a. C.[3]

## Religión
- Se introduce el budismo en China.
- Este año fue calculado por Dionisio el Exiguo (en el siglo VI) para el nacimiento de Jesús de Nazaret, aunque la mayoría de los académicos posteriores proponen fechas anteriores.

## Nacimientos
- Lucio Anneo Galión, procónsul romano.
- Sexto Afranio Burro, prefecto romano y preceptor del emperador Nerón.
- Palas, secretario imperial de Claudio y Nerón.
- Izaates, rey parto.

## Fallecimientos
- Zhao Feiyan, emperatriz china y mujer del antiguo Emperador Cheng, se suicida tras la ascensión del Emperador Ping.
- Arshak II de Iberia, rey íbero.
- Sapadbizes, Rey de Kush.
- Amanishajeto, reina de Kush (Nubia). La reemplaza su hijo Natakamani.